# 神小風
神小風（1984年—），本名許俐葳，臺灣作家，國立東華大學創作與英語文學研究所藝術碩士，著有小說《少女核》、散文集《百分之九十八的平庸少女》等書，編有電影劇本〈相愛的七種設計〉。現為《聯合文學》雜誌編輯，並於博客來 OKAPI 撰寫漫畫專欄「少女出租店」。